# جون روبرتس
جون جلوفر روبرتس (بالإنجليزية: John Glover Roberts) (27 يناير 1955) رئيس المحكمة العليا الأمريكية السابع عشر والحالي في الولايات المتحدة أصبح رئيس المحكمة في 29 سبتمبر 2005، بعد أن تم ترشيحه من قبل الرئيس جورج دبليو بوش بعد وفاة رئيس المحكمة العليا وليام رينكويست. وقد وصف بأنه صاحب فلسفة قضائية محافظة في فقهه.
نشأ روبرتس في شمال غرب انديانا وتلقى تعليمه في مدرسة خاصة. ثم التحق بكلية هارفارد وكلية هارفارد للحقوق، حيث كان مدير تحرير مجلة هارفارد لو ريفيو. بعد قبوله في نقابة المحاماة، شغل منصب كاتب قانوني للقاضي هنري فريندلي ثم رينكويست قبل أن يشغل منصباً في مكتب النائب العام خلال إدارة ريغان. وظل يعمل في إدارة ريغان وإدارة جورج دبليو بوش في وزارة العدل ومكتب مستشار البيت الأبيض، قبل أن يمضي 14 عامًا في عمله القانوني الخاص. خلال هذا الوقت، جادل في 39 قضية أمام المحكمة العليا. وأهمها عندما مثل 19 ولاية في قضية الولايات المتحدة ضد مايكروسوفت.
في عام 2003، تم تعيين روبرتس قاضيا في محكمة الاستئناف الأمريكية في دائرة مقاطعة كولومبيا من قبل جورج دبليو بوش. وخلال فترة ولايته على مدار عامين في دائرة العاصمة، كتب روبرتس 49 رأياً، ولقى معارضة القضاة في حالتين، وقام معارضة القاضي ثلاث مرات. في عام 2005، تم ترشيح روبرتس ليكون قاضيا مساعدا للمحكمة العليا، في البداية ليكون خلفا لساندرا داي أوكونور المتقاعدة. وعندما توفي رينكويست قبل بدء جلسات تعيين روبرتس، رشح بوش روبرتس ليخلفه على منصب رئيس القضاة.
كتب روبرتس رأي الأغلبية في العديد من القضايا البارزة، بما في ذلك الآباء في مدارس المجتمع ضد مدرسة سياتل رقم 1، مقاطعة شيلبي ضد هولدر، والاتحاد الوطني للأعمال المستقلة ضد سيبيليوس.

## نشأته وتعليمه
وُلد جون غلوفر روبرتس جونيور في 27 يناير 1955 في بوفالو، نيويورك، لوالديه روزماري (1929-2019) وجون غلوفر (جاك) روبرتس الأب (1928-2008). كان والده من أصول إيرلندية، ووالدته من أصول سلوفاكية. لديه أخت كبرى، كاثي، وشقيقتان صغيرتان، بيجي وباربرا. قضى روبرتس سنوات طفولته المبكرة في هامبورغ، نيويورك، حيث عمل والده مهندسًا كهربائيًا. في عام 1965، عندما كان روبرتس يبلغ من العمر عشر سنوات، انتقلت عائلته إلى لونغ بيتش، إنديانا، وهناك أصبح والده مديرًا لمصنع جديد في ميناء بيرنز القريب.
التحق بمدرسة نوتردام الابتدائية، ثم مدرسة لا لوميير، وهي مدرسة داخلية كاثوليكية صغيرة ولكنها ثرية وصارمة أكاديميًا في لابورت، إنديانا، كان قائدًا لفريق كرة القدم وبطلًا إقليميًا في المصارعة. شارك في الجوقة والدراما، وشارك في تحرير جريدة المدرسة. تخرج الأول على دفعته في عام 1973.
التحق روبرتس بكلية هارفارد بدرجة طالب في السنة الثانية تقديرًا لإنجازه العالي في المدرسة الثانوية، وتخصص في مجال التاريخ. حازت إحدى أوراقه الأولى، الماركسية والبلشفية: النظرية والتطبيق، على جائزة ويليام سكوت فيرجسون من جامعة هارفارد لأبرز مقال كتبه طالب في السنة الثانية في تخصص التاريخ، وفي سنته الأخيرة فاز بجائزة بودوين عن دراسته حول الاستمرارية والتغيير في فكر دانيال ويبستر. في كل صيف كان يعود إلى المنزل لكسب المال من العمل في المصنع الذي يديره والده. تخرج عام 1976 بدرجة امتياز مع مرتبة الشرف وانتُخب لعضوية فاي بيتا كابا. كانت أطروحته للدراسات العليا بعنوان: الليبرالية القديمة والجديدة؛ مقاربة الحزب الليبرالي البريطاني للمشاكل الاجتماعية، 1906-1914.
كان روبرتس قد خطط في الأصل لمتابعة درجة الدكتوراه في التاريخ لكنه التحق بكلية الحقوق في جامعة هارفارد بدلاً من ذلك، وشغل منصب مدير التحرير لمجلة هارفارد للقانون في سنته الثالثة، تخرج منها عام 1979 بدرجة امتياز.

## بدايات مسيرته القانونية
بعد تخرجه من كلية الحقوق، عمل روبرتس في البداية مع القاضي هنري فريندلي من محكمة الاستئناف الأمريكية من 1979 إلى 1980، ثم مع كاتبِ العدل (لاحقًا رئيس القضاة في 1986) ويليام رينكويست من المحكمة العليا الأمريكية من 1980 إلى 1981. بعد فترة تدريبه، بدأ روبرتس العمل مع حكومة الولايات المتحدة تحت إدارة الرئيس رونالد ريغان، من عام 1981 إلى عام 1982 كمساعد خاص لوليام فرينش سميث، المدعي العام الأمريكي، ثم من 1982 إلى 1986 كمحام مساعد في البيت الأبيض.
في عام 1986، بدأ روبرتس ممارسة القانون الخاص في واشنطن العاصمة كشريك في شركة المحاماة لهارتسون وعمل في مجال قانون الشركات. خلال هذا الوقت، عمل مجانًا مع المدافعين عن حقوق المثليين، إذ راجع الإيداعات والحجج لقضية رومر ضد إيفانز في المحكمة العليا لعام 1996، والتي وُصفت في عام 2005 بأنها أهم انتصار قانوني. دافع أيضًا نيابةً عن المشردين، كما دافع، مجانًا، عن رجل حُكم عليه بالإعدام لقتله ثمانية أشخاص في فلوريدا.
في عام 1989، انضم روبرتس إلى إدارة الرئيس المنتخب حديثًا جورج بوش الأب كنائب رئيس للمحامي العام. في عام 1992، رشح بوش روبرتس لمقعد في محكمة الاستئناف الأمريكية لدائرة العاصمة، ولكن لم يُجرى التصويت في مجلس الشيوخ، وانتهى ترشيح روبرتس مع نهاية الكونغرس.
بعد هزيمة بوش أمام بيل كلينتون في الانتخابات الرئاسية عام 1992، عاد روبرتس إلى شركة هارتسون للمحاماة، وأصبح رئيسًا لممارسة الاستئناف في الشركة، وأصبح أيضًا أستاذًا مساعدًا في مركز القانون في جامعة جورج تاون. خلال هذا الوقت، دافع روبرتس عن 39 قضية أمام المحكمة العليا، وفاز ب 25 منها.

## روابط خارجية
- جون روبرتس على موقع الموسوعة البريطانية (الإنجليزية)
- جون روبرتس على موقع مونزينجر (الألمانية)
- جون روبرتس على موقع إن إن دي بي (الإنجليزية)